# Mordbüro
Pour plus de détails, voir Fiche technique et Distribution.
Mordbüro est un drame noir franco-belgo-bulgaro-italien co-écrit, produit et réalisé par Lionel Kopp, sorti en 1997.

## Synopsis
Quelque part dans le temps en Europe, dans une cité où crimes et corruption fleurissent, un tribunal non officiel, le Mordbüro, a été constitué par des petites gens. Un menuisier, Leo Stoychev, vient y parler de la tentative d'assassinat dont il a été la victime, et désigner son agresseur en la personne de Branco, son patron. Une parodie de procès a lieu, suivie de peu par une dissolution complète du Mordburo organisée par son créateur, le tailleur KMB, qui entreprend d'éliminer ses membres un à un.

## Fiche technique
- Titre original et francophone : Mordbüro
- Réalisation : Lionel Kopp
- Scénario : Lionel Kopp, Patrick Lambert
- Musique : Krishna Levy
- Photographie : Dominique Colin
- Production : France Berthou
  - Co-production : Jean-Claude Cecile, Pascal Judelewicz, Anne-Dominique Toussaint
- Sociétés de production : Compagnie des Films, Florida Films, Les Films Ariane, Les Films de l'Étang, Trois Lumières Production, ABCinema, Vitec
- Sociétés de distribution : Eurozoom (France), Les Films de l'Étang (Belgique)
- Budget : 10 millions de francs
- Pays de production :  France,  Belgique,  Bulgarie,  Italie
- Langue originale : français
- Format : couleur - 35 mm - Dolby Digital
- Genre : Drame
- Durée : 100 minutes
- Dates de sortie :
  - France : 9 juillet 1997 (sortie nationale)

## Distribution
- Ornella Muti : Madame Béhar
- Philippe Clévenot : KMB / Mr. Jean
- Patrick Catalifo : Inspecteur Raoul
- Jérôme Keen : Spanky
- Hervé Briaux : Branco
- Dominique Pinon : Eugène